# 5201-es mellékút (Magyarország)
Az 5201-es mellékút egy közel 8 kilométer hosszú, négy számjegyű mellékút Pest vármegye területén, Budapest dél-pesti agglomerációjában; Alsónémedit köti össze Dunaharasztival.

## Nyomvonala
Az 5-ös főútból ágazik ki, annak a 24. kilométere táján, lámpás kereszteződésben, Alsónémedi központjában; nyugat felé indul, de hamar északnyugati irányba fordul. A településen végig a Haraszti utca nevet viseli, így éri el 2,2 kilométer után a belterület nyugati szélét, ami után nem sokkal – alig több mint száz méterrel arrébb – át is lép a névadó település, Dunaharaszti területére.
Még az ötödik kilométere előtt éri el e település belterületének keleti szélét, majd nem sokkal arrébb, újabb jelzőlámpás csomóponttal keresztezi az 51-es főutat, kicsivel annak 17+300-as kilométerszelvénye után. Dunaharaszti lakott területén a Némedi út nevet viseli, ameddig el nem éri a Budapest–Kelebia-vasútvonal aluljáróját, nem messze Dunaharaszti vasútállomás térségétől; a vágányokon túl a Dózsa György út nevet veszi fel. Így is ér véget, beletorkollva az 510-es főútba (vagyis az 51-es főút régi, belterületen átvezető nyomvonalába), annak a 19+200-as kilométerszelvénye közelében.
Teljes hossza, az országos közutak térképes nyilvántartását szolgáló kira.gov.hu adatbázisa szerint 7,832 kilométer.

## Története
1934-ben a kereskedelem- és közlekedésügyi miniszter 70 846/1934. számú rendelete harmadrendű főúttá nyilvánította, 501-es útszámozással.

## Települések az út mentén
- Alsónémedi
- Dunaharaszti